# Championnat d'Albanie de football 1984-1985
Navigation
Championnat d'Albanie 1983-84 Championnat d'Albanie 1985-86
Le Championnat d'Albanie de football de Kategoria Superiore 1984-1985 est la 44e édition de ce championnat.

## Classement
| Rang | Équipe                  | Pts | J  | G  | N  | P  | Bp | Bc | Diff |
| ---- | ----------------------- | --- | -- | -- | -- | -- | -- | -- | ---- |
| 1    | 17 Nëntori Tirana       | 39  | 26 | 15 | 9  | 2  | 45 | 22 | +23  |
| 2    | Dinamo Tirana           | 33  | 26 | 13 | 7  | 6  | 42 | 22 | +20  |
| 3    | Vllaznia Shkodër        | 29  | 26 | 13 | 3  | 10 | 33 | 23 | +10  |
| 4    | Partizan Tirana         | 29  | 26 | 12 | 5  | 9  | 26 | 19 | +7   |
| 5    | Flamurtari Vlorë        | 27  | 26 | 8  | 11 | 7  | 22 | 20 | +2   |
| 6    | Tomori Berat            | 27  | 26 | 9  | 9  | 8  | 20 | 23 | -3   |
| 7    | Luftëtari Gjirokastër   | 26  | 26 | 8  | 10 | 8  | 24 | 24 | 0    |
| 8    | Traktori Lushnja        | 24  | 26 | 7  | 10 | 9  | 15 | 28 | -13  |
| 9    | Besëlidhja Lezhë        | 24  | 26 | 8  | 8  | 10 | 18 | 32 | -14  |
| 10   | Lokomotiva Durrës       | 23  | 26 | 7  | 9  | 10 | 25 | 26 | -1   |
| 11   | Labinoti Elbasan        | 23  | 26 | 7  | 9  | 10 | 28 | 32 | -4   |
| 12   | Naftëtari Qyteti Stalin | 23  | 26 | 6  | 11 | 9  | 23 | 29 | -6   |
| 13   | Besa Kavajë             | 22  | 26 | 7  | 8  | 11 | 28 | 32 | -4   |
| 14   | Skënderbeu Korçë        | 15  | 26 | 3  | 9  | 14 | 15 | 32 | -17  |

|  | Champion |
|  | Relégué  |

## Bilan de la saison
| Tableau d'Honneur                 |                   |
| Compétition                       | Vainqueur         |
| Championnat d'Albanie de football | 17 Nëntori Tirana |
| Coupe d'Albanie de football       | Flamurtari Vlorë  |

| Promotions et relégations     |                                |
| Relégués en First Division    | Besa Kavajë Skënderbeu Korçë   |
| Promus en Kategoria Superiore | Apolonia Fier Shkëndija Tirana |